# Königin-Frauenschuh
Der Königin-Frauenschuh (Cypripedium reginae) ist eine Pflanzenart aus der Gattung Cypripedium in der Familie der Orchideen (Orchidaceae).

## Merkmale
Der Königin-Frauenschuh ist eine ausdauernde Pflanze mit einem Rhizom, die Wuchshöhen von 21 bis 90 Zentimeter erreicht. Die drei bis neun Blätter stehen verteilt am Stängel, sie sind oval geformt und messen 10 bis 27 × 5 bis 16 Zentimeter. Der endständige Blütenstand trägt ein bis drei, selten vier Blüten. Die äußeren und inneren Perigonblätter sind weiß. Das obere äußere Perigonblatt ist 3 oder mehr als 3 Zentimeter lang. Die Lippe ist 2,2 bis 5 Zentimeter lang und auf weißem Grund rosa überlaufen. Das Staminodium ist herzförmig-oval bis breit lanzettlich.
Blütezeit ist von Mai bis August.
Die Chromosomenzahl beträgt 2n = 20.

## Vorkommen
Der Königin-Frauenschuh kommt im warmgemäßigten bis gemäßigten östlichen Nordamerika in feuchten Nadelwaldsäumen, feuchten Laubwäldern, Feuchtwiesen, Prärien, in Senken und feuchten Dünentälern auf neutralen und kalkhaltigen Böden vor. Er besiedelt Höhenlagen von Meereshöhe bis etwa 600 Meter Höhe. Das Verbreitungsgebiet umfasst das zentrale und östliche Kanada und die nördlich-zentralen und östlichen Vereinigten Staaten.

## Nutzung
Der Königin-Frauenschuh wird selten als Zierpflanze in Steingärten und Moorbeeten genutzt. Die Art ist seit spätestens 1731 in Kultur.

## Belege
- Eckehart J. Jäger, Friedrich Ebel, Peter Hanelt, Gerd K. Müller (Hrsg.): Rothmaler Exkursionsflora von Deutschland. Band 5: Krautige Zier- und Nutzpflanzen. Spektrum Akademischer Verlag, Berlin Heidelberg 2008, ISBN 978-3-8274-0918-8.
- Charles J. Sheviak: Cypripedium. In: Flora of North America Editorial Committee (Hrsg.): Flora of North America North of Mexico. Band 26. Oxford University Press, New York und Oxford, S. 503 (eFloras.org [abgerufen am 23. Februar 2009] 1993+).